# Diputació Provincial de Lugo
La Diputació Provincial de Lugo és una institució pública que presta serveis directes als ciutadans i dona suport tècnic, econòmic i tecnològic als ajuntaments dels 67 municipis de la província de Lugo, en la comunitat autònoma de Galícia. A més, coordina alguns serveis municipals i organitza serveis de caràcter supramunicipal. Té la seu central a la ciutat de Lugo.

## Història
La Diputació de Lugo va ser creada l'any 1836, a conseqüència de l'organització d'Espanya en províncies. En aquella època va exercir competències en matèria d'obres públiques, educació, beneficència, així com funcions intermèdies entre els municipis i l'administració de l'estat.
L'any 1979 es va constituir com a organisme democràtic a l'una del procés de transició que es desenvolupava a Espanya.

## Composició
Integren la Diputació Provincial, com a òrgans de govern d'aquesta, el President, els Vicepresidents, la Corporació, el Ple i les Comissions informatives.

### Històric de presidents
- 1979-1983: Luís Cordeiro Rodríguez (UCD)
- 1983-2007: Francisco Cacharro Pardo (PP)
- 2007-2015: Xosé Ramón Gómez Besteiro (PSOE)